# Thuiskomst
Thuiskomst is de titel van twee hoorspelen.
- Een eerste versie is die van Will Barnard, uitgezonden door de NCRV op vrijdag 24 april 1970. De regisseur was Johan Wolder. De uitzending duurde 30 minuten.

## Rolbezetting
- Els Buitendijk (Trude)
- Jan Borkus (Karl)

## Inhoud
De bunker lag aan de oever, onder de bomen. De vijand kwam over het water, op alles wat maar drijven wou. Een rubberboot voer recht in het vuur van Karls machinegeweer. De inzittenden sloegen overboord. Je kon de gezonken boot zien liggen. Het water was helder. Ze bleven komen. In de nacht sloegen ze een brug. Tanks slopen over de rivier, onaantastbaar voor kogels. De munitie raakte op. De lopen van de machinegeweren waren uitgesleten. Iemand zette een witte vlag op de bunker. Men kroop tevoorschijn, legde de handen in de nek. Maar niemand keek naar hen om! De laatste doden werden slordig begraven. Ze gingen uit elkaar, meestal zonder te groeten. Soms stak er een zijn hand op; meestal vergaten ze het. Het was voorbij. Ze gingen naar huis. Ook Karl. In de stad niets en niemand. Geen huis herkenbaar: puin, stenen en ratten en doodstil. Het lijk van een stad. Is daar toch nog iemand? Een mens?
- Een tweede versie is die van Michael Brett. Return Journey werd op 8 november 1967 door de BBC uitgezonden. Tom van Beek vertaalde het hoorspel en de TROS zond het uit in het programma Om voor op te blijven op zondag 7 mei 1972 (met herhalingen op woensdag 29 augustus 1973 & woensdag 7 juli 1978). De regisseur was Harry Bronk. Het hoorspel duurde 63 minuten.

## Rolbezetting
- Frans Somers (commissaris John Winslow)
- Jan Wegter (inspecteur Payne)
- Bob Verstraete (Charles Lever)
- Paul van der Lek (Gordon North)
- Fé Sciarone (Joan)
- Willy Ruys (Jeffrey Street)
- Jan Borkus (Peter Church)
- Tine Medema (juffrouw Keats)
- Tonny Foletta (Charlie)
- Floor Koen (hotelportier)
- Gerrie Mantel (telefoniste)

## Inhoud
Onopvallend, met de paraplu in de hand, de bolhoed op en de Times onder de arm staat hij elke morgen om dezelfde tijd op het station voor een korte rit naar zijn werk: Gordon North, 41 jaar, hoofdboekhouder bij de Crown Verzekeringsmaatschappij en in vele opzichten een clichémannetje. Zijn leven telt één mankementje. Hij scheidde om te trouwen met dat lieftallige meisje uit de krantenkiosk. Kort daarop volgde een tweede mankement: bij de verzekeringsmaatschappij werd 75.000 pond vermist en Gordon North was vlot met zijn bekentenis. Hij draaide de bak in. Nu, ruim drie jaar later en op de dag voor zijn invrijheidstelling, doet North het verzoek de man te mogen spreken die hem indertijd arresteerde. Commissaris John  Winslow heeft het er wel voor over naar hem toe te komen. North mag zich dan in de gevangenis voorbeeldig hebben gedragen en zijn jonge vrouw Joan mag hem dan trouw zijn gebleven, die 75.000 pond zijn nooit meer teruggekomen. North beweert dat hij het geld volledig heeft opgemaakt, maar het kost de commissaris moeite dat te geloven. De verzekeringsmaatschappij gelooft er ook niet in en zet detective Charles Lever aan het werk. Zijn eerste ontdekking is dat Joan twee vliegtickets heeft gekocht voor een vlucht in het weekend nadat North uit de gevangenis komt. Verdwijnt het stel over de grens?